# Gericht Elben
Das Gericht Elben war ein mittelalterlicher Amts- und Gerichtsbezirk im Bereich um die heutige Gemeinde Elbenberg, einen Stadtteil von Naumburg im nordhessischen Landkreis Kassel.

## Geschichte
Die erste urkundliche Erwähnung des Gerichts erfolgte im Jahre 1266, als der Edelfreie Wittekind von Naumburg, Domherr in Magdeburg und Kanoniker in Halberstadt, mit Einwilligung seiner Neffen, die Burg in Naumburg und die bei Wolfhagen gelegene Weidelsburg an Erzbischof Werner von Mainz verkaufte. Inbegriffen in diesem Verkauf war die den Naumburgern von der Landgrafschaft Hessen verpfändete Hälfte des Gerichts „Hagebuche“ (comicia que Hagebuken dicitur), jedoch unter ausdrücklicher Bestätigung des Einlösungsrechts des Landgrafen. Dieses unter einer Hainbuche liegende Gericht war, laut Georg Landau, das Gericht Elben. Das Pfand wurde nicht eingelöst, und somit wurde das Gebiet des Gerichts Teil des mainzischen Amts Naumburg. Im Jahre 1282 musste Mainz allerdings zugestehen, dass die Landgrafen das Gericht „zu der Heimbuch“ weiterhin in Besitz haben sollten.

## Umfang des Gerichts
Zum Gericht Elben gehörten zum Zeitpunkt seines Verkaufs folgende Orte und Feldmarken:
- Elben (1074: Aelvinu, Elvinu, um 1100: Elvun, 1243: Elbena, Elbene)
- Burg und Tal Elberberg
- Altenburg[5]
- Altendorf (1234: Aldendorf)
- Beltershausen (1154, 1159: Beldericheshusen, 1286: Belderikeshusen, 1384: Beldirshusen, 1440: Beldershusen, 1654: Flur Bellershausen)[6]
- Dippelshausen, Diepolshausen (1074: Thiedolveshusun, 1123: Deiboldeshusen, Dieboldeshusen, 1145: Diepoldeshusen, 1180: Diepoldeshusen, Diedolfissen, 1224: Diedolvesen, 1304: Dyppoldeshusen, 1315: Diepoldeshusen); nach 1403 wüst gefallen[7]
- Gershausen (1219: Gershusen, 1235: Gerharteshusen, 1457: Gershusen, 1654: Flur Gehrhausen, Flur Giershausen, 1900: Flur Gershausen)[8]
- Mandangishein (1260: Mandungishayn, 1274: Nandungeshayn, 1360: Manungishain, 1397: Monysgayn, 1409: Manigishain, 1412: Mangishayen, 1433: Manigishain, 1433: Moynegeshayn, 1542: Mengeshain)[9]

## Abtrennung der Elber Mark
Von dem Verkauf des Gerichts ausgenommen blieb die so genannte Elber Mark – d. h., die Dörfer Altendorf, Beltershausen und Elben (mit Elberberg). Diese waren schon vorher (wohl im Jahre 1231) in den Besitz des Stifts St. Alban vor Mainz gekommen und wurden dabei von der weltlichen Gerichtsbarkeit befreit und als Markgenossenschaft ein eigenes Gericht. Die Mark zum Haine mit der Wüstung Todtenhausen gehörte ebenfalls zur Elber Mark und schied bei diesem Verkauf ebenfalls aus dem Gericht Elben aus. Das Stift setzte die 1231 erstmals beurkundeten Herren von Elben als Vögte ein. Die Märker in Elben, Altendorf und Beltershausen werden noch im Jahre 1440 in einem Weistum als eigentliche Inhaber der Elber Mark bezeugt, mit den Herren von Elben als erblichen Markmeistern und den Greben von Elben als Untermarkmeistern.